# Botryoideclava thailandica
Botryoideclava thailandica is een vliesvleugelig insect uit de familie Aphelinidae. De wetenschappelijke naam is voor het eerst geldig gepubliceerd in 1995 door Hayat.